# Markus Wieser
Markus Wieser (21 de enero de 1964) es un deportista alemán que compitió en vela en la clase Flying Dutchman. Ganó dos medallas en el Campeonato Mundial de Flying Dutchman, plata en 1989 y bronce en 1987.

## Palmarés internacional
| \| Campeonato Mundial \| Campeonato Mundial \| Campeonato Mundial \| Campeonato Mundial \| \| Año \| Lugar \| Medalla \| Clase \| \| ------------------ \| ------------------ \| ------------------ \| ------------------ \| \| 1987 \| Kiel (RFA) \| Medalla de bronce \| Flying Dutchman \| \| 1989 \| Alassio (Italia) \| Medalla de plata \| Flying Dutchman \| |                  |                   |                 |
| Campeonato Mundial |                  |                   |                 |
| Año | Lugar            | Medalla           | Clase           |
| 1987 | Kiel (RFA)       | Medalla de bronce | Flying Dutchman |
| 1989 | Alassio (Italia) | Medalla de plata  | Flying Dutchman |